# Національна театральна премія (Іспанія)
Національна театральна премія (ісп. Premio Nacional de Teatro) — нагорода, яку вручають з 1946 року за великий внесок у театральне мистецтво Іспанії.

## Лауреати
- Енріке Понсела (1946)
- Марі Каррільо (1949)
- Мігель Міура (1952)
- Хосе Лопес Рубіо (1954)
- Антоніо Буеро Валльєхо (1957)
- Мігель Наррос (1959)
- Марі Каррільо (1960)
- Лаура Олмо, Амелія де ла Торре, Аурора Редондо, Альберто Гонсалес Вергел, Марія Луз Моралес, Хуан Герреро Замора (1962)
- Ірен Гутьєррес Каба (1969)
- Хуліа Гутьєррес Каба (1970)
- Антеро Гардія (1971)
- Конча Веласко, Хосе Бодало, Марія Фернанда д'Окон (1972)
- Мануель Мампасо, Альфредо Маньяс (1973)
- Адольфо Марсільяк (1974)
- Театр Ліуре (1978)
- Ісаак Чокрон, Франсіско Ньєва (1979)
- Антоніо Буеро Валльєхо, Кармен Карбонелль (1980)
- Рафаель Альберті, Гілльєрмо Мартін (1981)
- Хосе Карлос Плаза, Пако Мартінес Соріа (посмертно) (1982)
- премію не присуджували (1983)
- Луїс Паскаль, Анна Лізаран (1984)
- Нурія Есперт, Фернандо Фернан Гомес (1985)
- Хосе Луїс Алонсо де Сантос, Альфонсо Састре (1986)
- Мігель Наррос, Ана Марзоа (1987)э
- Хосе Луїс Гомес, Херардо Вера (1988)
- Хосеп Марія Флотатс, Еміліо Бургос (1989)
- Хосе Еструч, Хосе Санчіс Сіністерра (1990)
- Луїс Паскаль, Хосе Педро Карріон (1991)
- Берта Ріаза, Мануель де Блас (1992)
- театральна трупа «Бичачий візок», театральна трупа «Ur Teatro» (1993)
- Гілльєрмо Ерас, Ельс Хогларс (1994)
- Театр де ла Абадія (1995)
- Ампаро Рівельєс (1996)
- Наті Містраль (1997)
- Мануель Галіана (1998)
- Марія Хесус Вальдес (1999)
- Рамон Фонтсере (2000)
- Аррабаль Фернандо (2001)
- Хосе Луїс Лопес Васкес (2002)
- Густаво Перес Пуїг (2003)
- Хосе Монлеон (2004)
- театральна трупа «Анімаларіо» (2005)
- Хосе Марія Поу (2006)
- Хуан Майорга (2007)
- театральна трупа «Аталая» (2008)
- Вікі Пенья (2009)
- театральна трупа «Ла Заранда» (2010)
- Хуан Гомес-Корнехо (2011)
- Бланка Портільйо (2012)
- Рамон Бареа (2013)
- трупа театру «Чевере» (2014)
- Педро Морено (2015)
- Конча Веласко, Ліна Морган (посмертно) (2016)
- театр «Каміказе» (2017)
- Хульєта Серрано (2018)